# Glycaspis permista
Glycaspis permista är en insektsart som beskrevs av Moore 1961. Glycaspis permista ingår i släktet Glycaspis och familjen rundbladloppor. Inga underarter finns listade i Catalogue of Life.